# Vittorio Lavezzari
Vittorio Lavezzari (Genova, 1864 – Genova, 1938) è stato uno scultore italiano del periodo liberty.

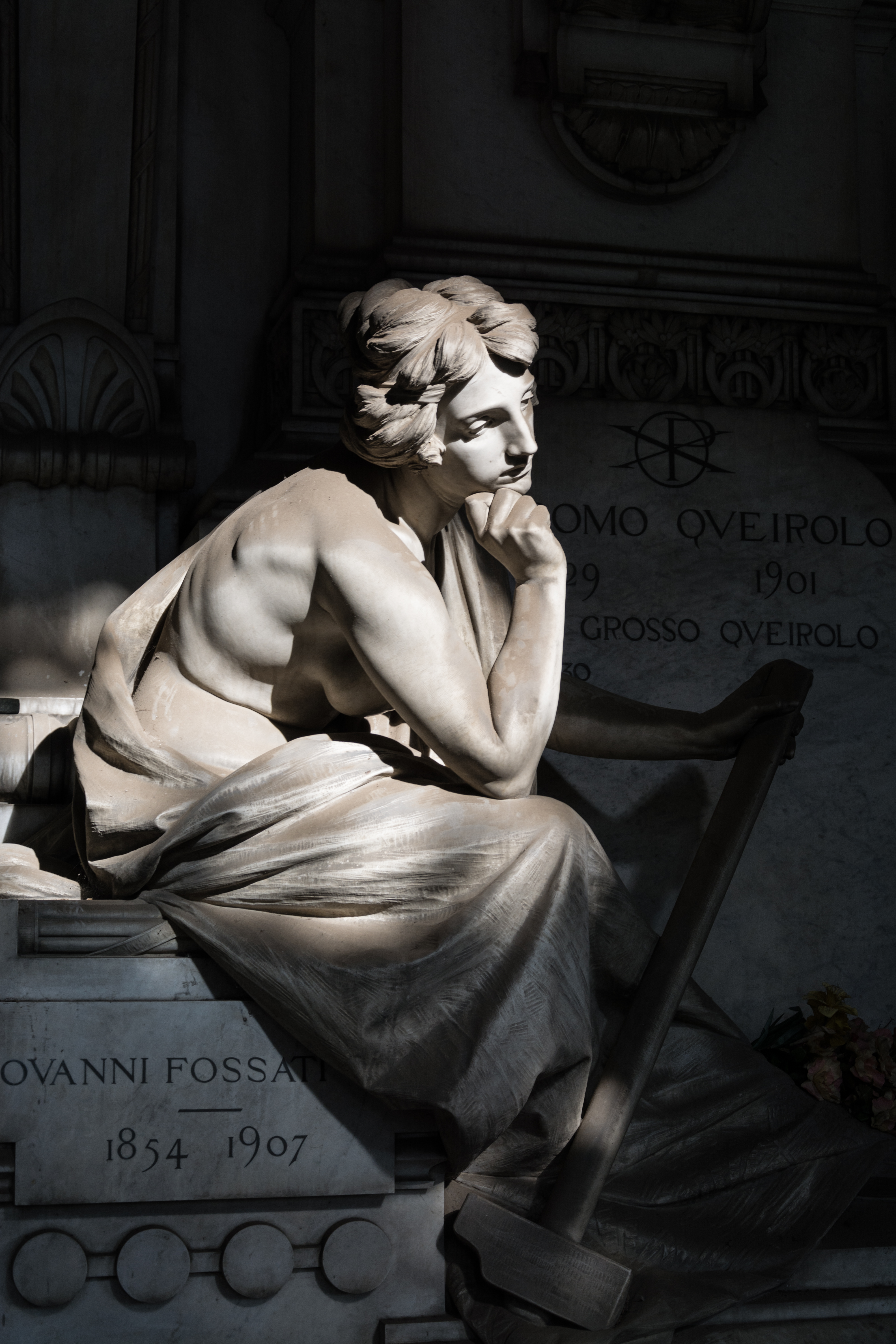
Tomba Fossati (1903)

Fu tra i principali interpreti del rinnovamento che animò il mondo dell'arte tra la fine dell'Ottocento e i primi decenni del Novecento.
Le sue sculture, visibili principalmente a Staglieno nel cimitero monumentale di Genova, sono testimonianza della storia e dei comportamenti socio-culturali del tempo: infatti l'artista seppe interpretare con maestria, attraverso l'evoluzione del linguaggio figurativo, le esigenze comunicative della committenza per cui le opere venivano eseguite. Le sue sculture seguono, con grande intensità rappresentativa, l'evoluzione degli ideali e della cultura della classe borghese di quel tempo, dai momenti della massima crescita fino alla crisi di identità. Il canone artistico è quello del simbolismo-liberty. 

## Biografia

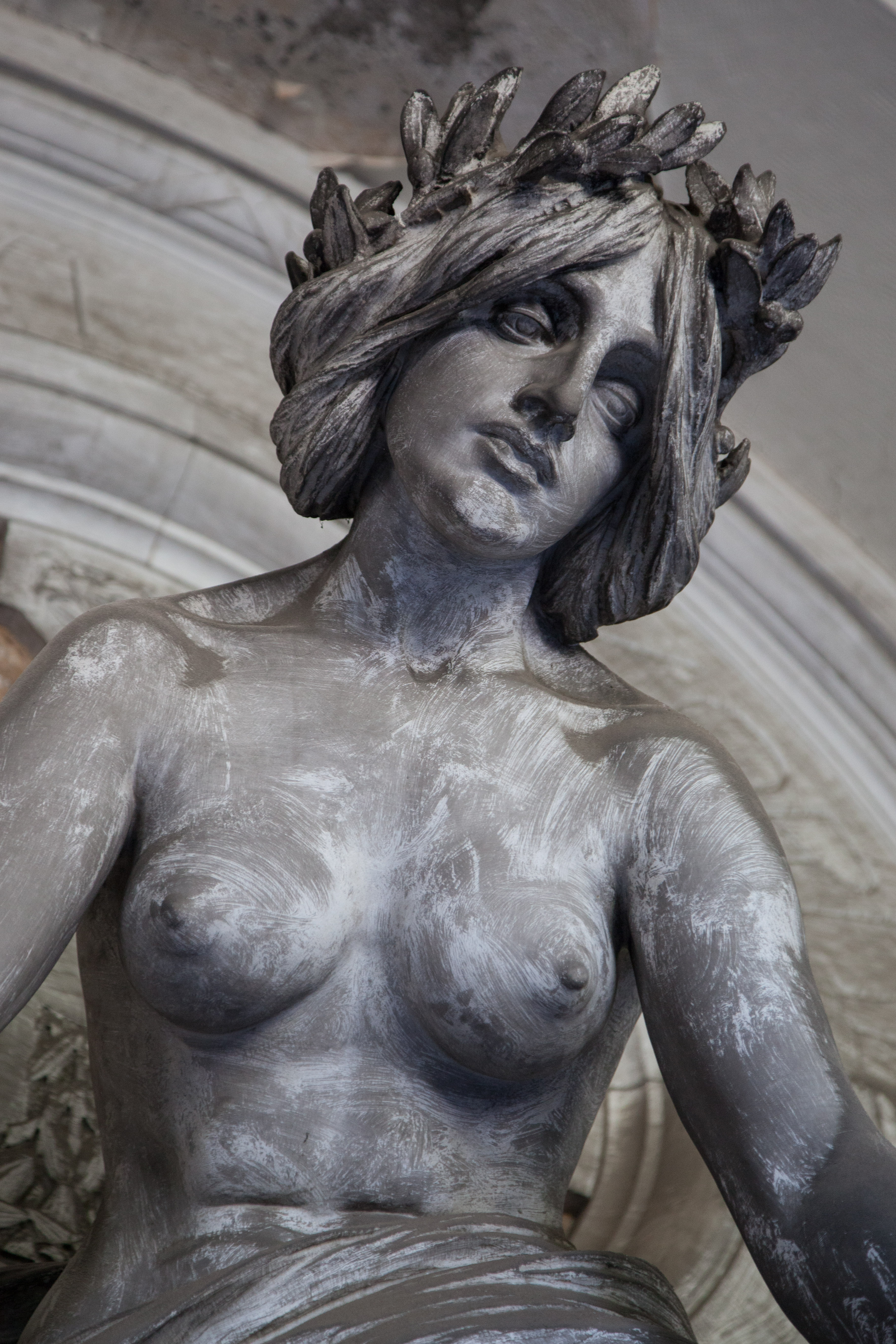
Tomba Pizzorni, particolare

Nato a Genova, frequentò l'Accademia Ligustica di Belle Arti di Genova, dove fu allievo dello Scanzi (lavorò alla tomba Carpaneto), e in seguito ne divenne professore (nel 1894 fu nominato accademico di merito per la classe di scultura e presente fino al 1938 anno della sua scomparsa). Completò gli studi a Roma e quindi a Firenze dove si intrattenne per alcuni anni tra il 1880 e il 1890
Presente alla Promotrice genovese sin dal 1883 (espone un ritratto di Rossini), si orienta in questi anni in direzione verista con una progressiva accentuazione dei temi sociali. Fra le opere di questo periodo si ricorda povero babbo mio(1889), pescatorino(1892) riprodotto come premio per i concorsi della Promotrice; opera di notevole successo, fu presentata anche all'Esposizione Universale di Chicago del 1893.
Sul finire degli anni 1890 si intensifica la sua produzione funeraria che assume caratteristiche simbolista-liberty, secondo passaggi scanditi da opere quali: Tomba dei coniugi Repetto (1897) - ebbe notevole successo, venne ritratta sui giornali del tempo - Il Genio del Lavoro che ne costituisce parte fu presentato in gesso nel 1896 alla Promotrice Genovese; Giacomo Queirolo (1903), in cui le componenti liberty si colgono ben più pronunciate nel forte allungamento delle figure, nella morbide linee degli ornamenti, la Targa Maria Molinari Campostano (1906) fino alle evidenti impostazioni liberty delle opere successive: Fossati (1903), Pizzorni (1906), De Scalzi (1909), Canale (1912), Da Novaro (1914), Fassio (1917).
Partecipò a esposizioni nazionali e internazionali, ricevendo riconoscimenti di rilievo, e fu presente alle esposizioni di Venezia, a Vienna, Monaco, Parigi, Londra, Chicago. Sue opere sono presenti in Russia, Brasile e Argentina.
Fece parte della Famiglia Artistica Genovese e fu in rapporto di amicizia con i pittori Andrea Figari, Guido Meineri, Lazzaro Luxardo Cesare Viazzi, Angelo Costa, Giuseppe Pennasilico, e gli scultori Pietro Albino e Lorenzo Orengo, con i quali condivise lo spirito di rinnovamento che animò il mondo dell'arte tra fine Ottocento e primi Novecento.
La sua produzione funeraria fu veramente copiosa, alcune opere sono visibili nelle gallerie principali del Cimitero monumentale di Staglieno in Genova.

## Opere
Cimitero monumentale di Staglieno in Genova

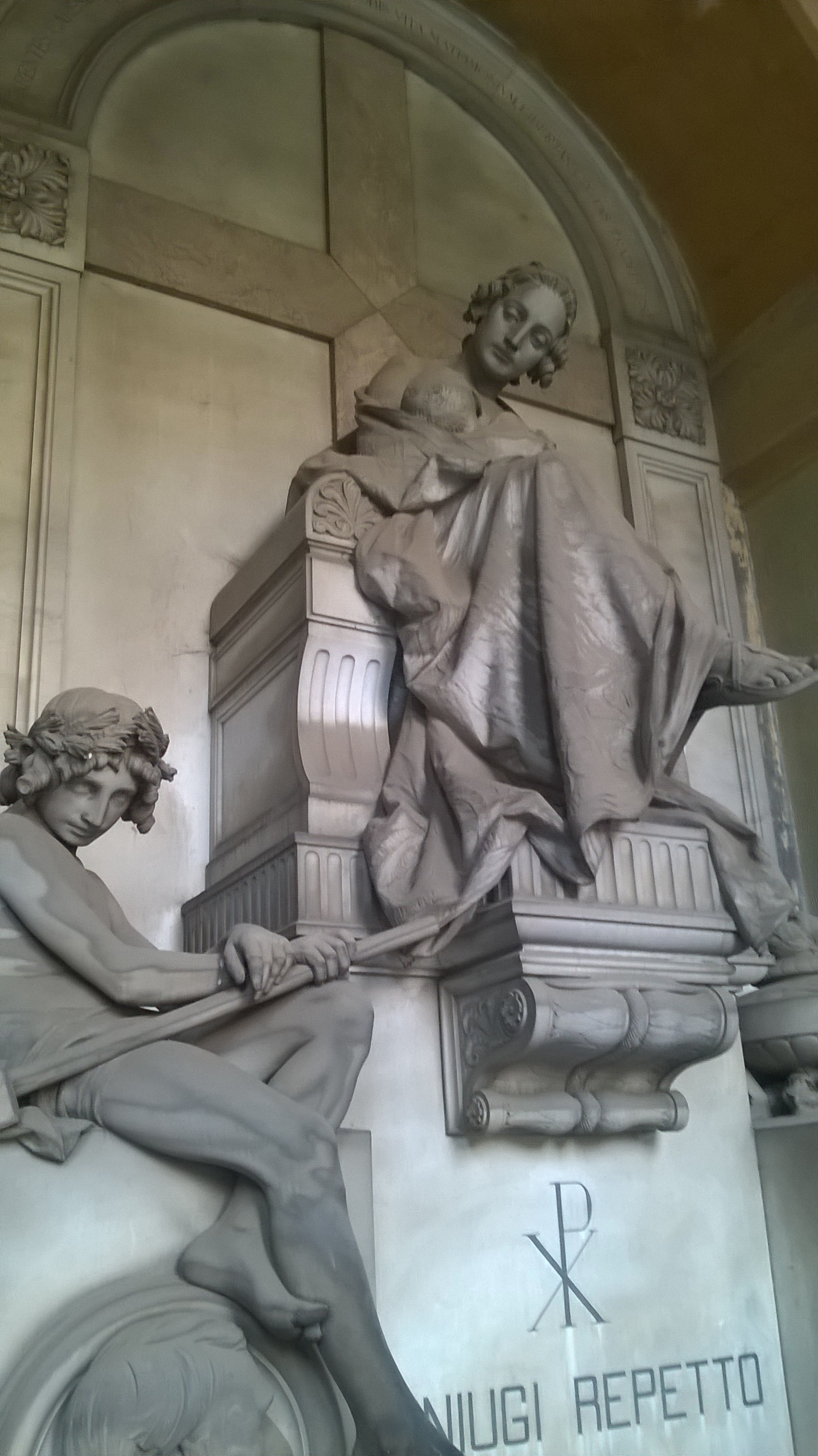
Tomba coniugi Repetto (1897)

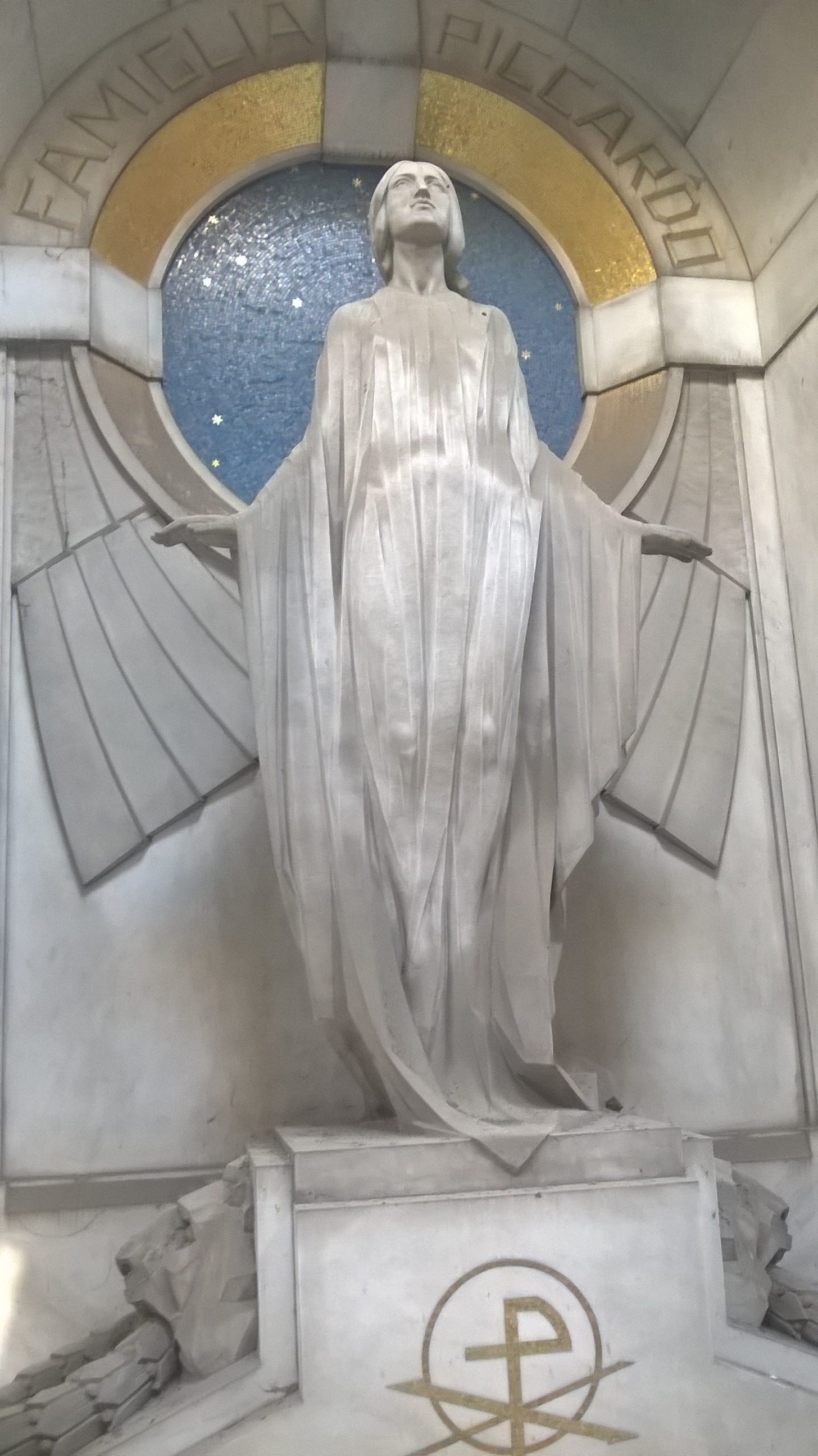
Tomba Piccardo

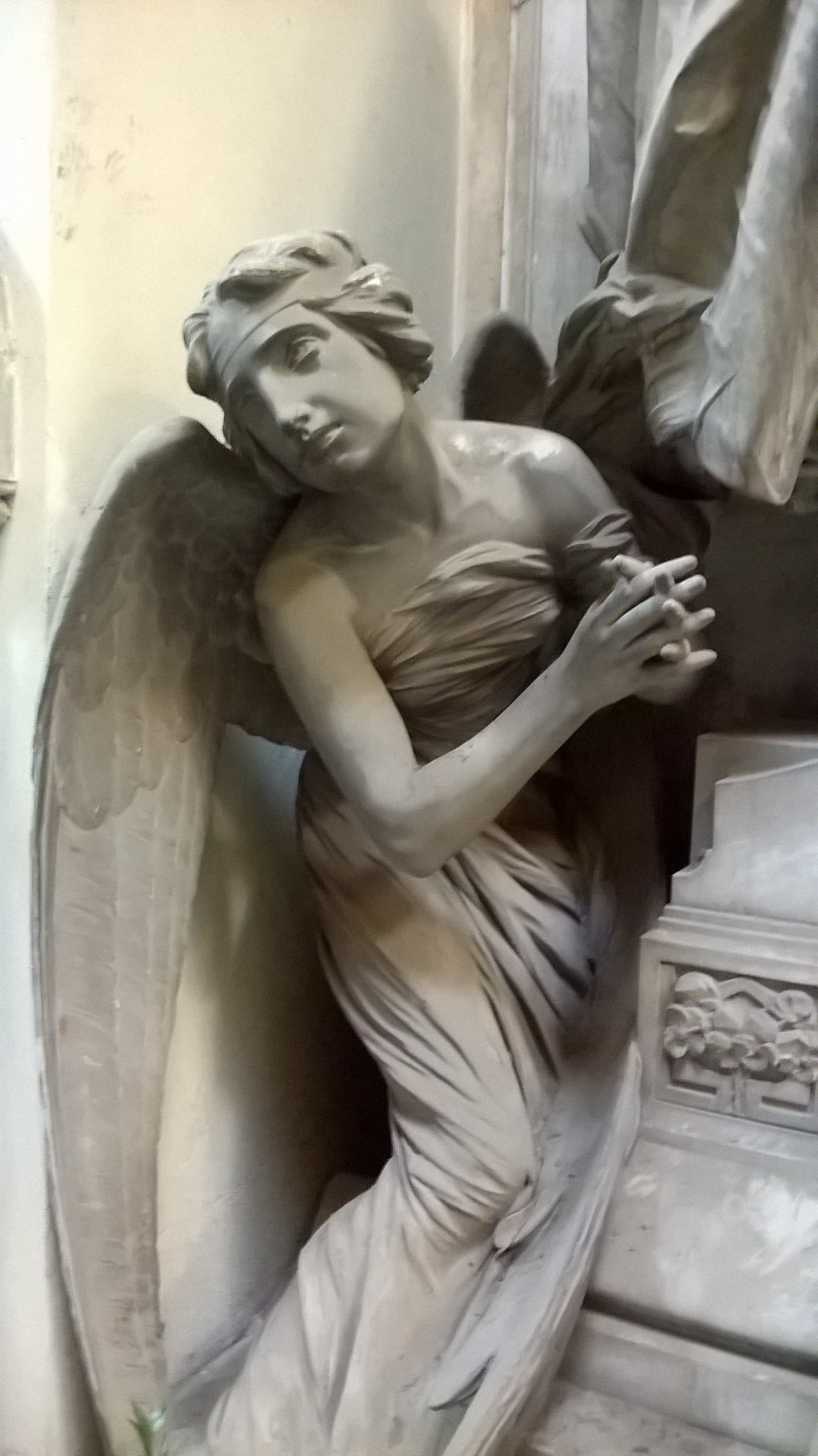
Tomba Canale (1912), l'angelo della consolazione, particolare

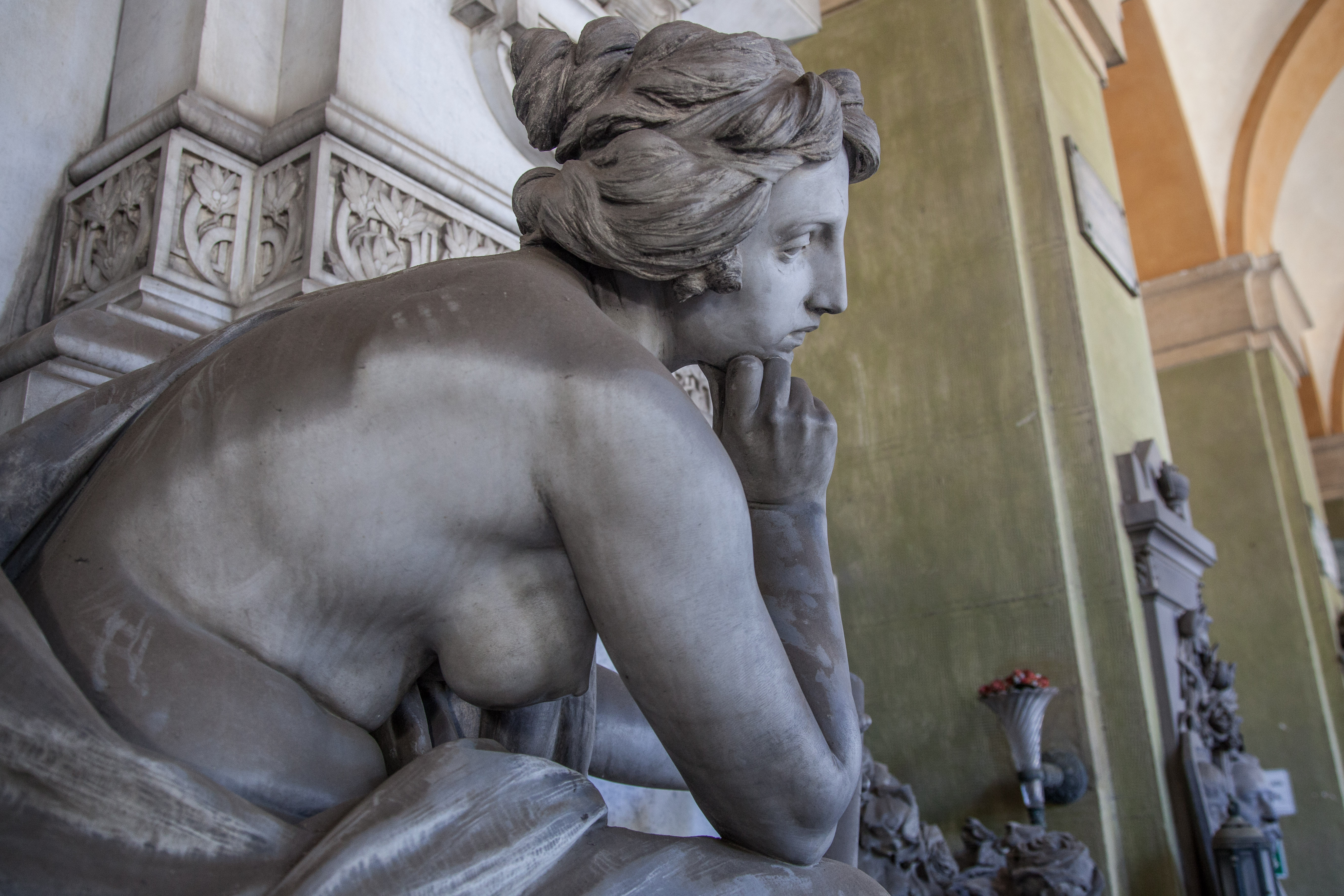
Tomba Fossati, la personificazione del lavoro, particolare

- Tomba coniugi Repetto (1897): il tema della carità sconfina nella maternità (carità familiare), il canone artistico è quello del simbolismo-liberty, il genio angelo che ne costituisce parte integrante fu riprodotto in gesso e presentato alla Promotrice Genovese: rappresenta una delle immagini più atte a veicolare valori simbolici diversi. In questo caso il giovinetto si fa personificazione simbolica del lavoro: i suoi occhi sono rivolti verso l'osservatore mostrando apprensione. Dai volti delle figure traspare malinconia e meditazione sul mistero della morte più che compianto per la perdita del defunto. L'opera ebbe notevole successo e venne riportata sui giornali dell'epoca.
- Tomba Mela Antonio (1895)
- Tomba Arrighetti (1897)
- Tomba Borfiga Gugliemo (1899)
- Tomba Grossi Ferdinando (1899)
- Tomba Mortola Agostino(1901)
- Tomba Giacomo Queirolo (1903)
- Tomba Fossati Giovanni e Clementine (1903) : la figura femminile si fa interprete dell'ideale del lavoro ed è assorta in malinconica meditazione sul mistero della morte.
- Tomba Grosso Davide (1905)
- Targa Maria Campostano (1906)
- Tomba Pizzorni (1906) La figura femminile generatrice di vita e simbolo dell'eros, testimonia, malinconicamente, la fugacità della bellezza.
- Tomba Ferrando (1907)
- Tomba De Scalzi (1909)
- Tomba Canale (1912): l'angelo della consolazione in preghiera,i valori sono quelli della fede cristiana
- Tomba Mortola Giovanni (1912)
- Tomba Carosio Enrico e Erminia (1913)
- Tomba Mela (1914)
- Tomba Puccio (1914)
- Tomba Da Novaro (1914)
- Tomba Graziello (1916)
- Tomba Fassio (1917)
- Tomba Cuneo (1919)
- Tomba Lugaro F. (1919)
- Tomba Piccardo (1926): la figura femminile sembra ascendere in cielo; la leggerezza e le trasparenze sono realizzate con particolare maestria

Alcuni monumenti in Genova

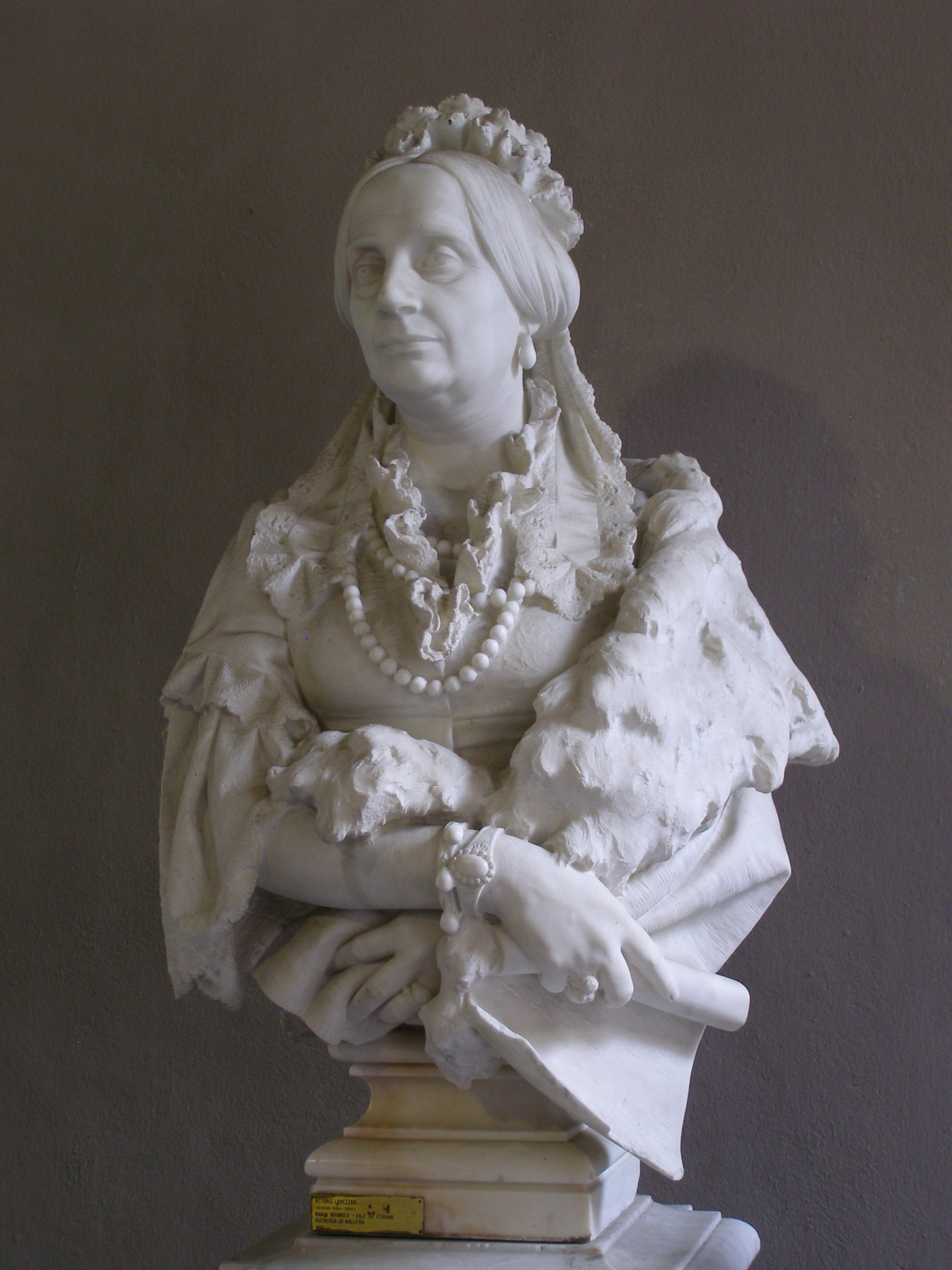
Duchessa di Galliera

- Busto in bronzo di Andrea Podestà nella omonima via
- Targa Anton Giulio Barrili
- Busto della duchessa di Galliera Maria Brignole-Sale-De Ferrari nell'atrio di Palazzo Rosso
- Busto del cardinale Gaetano Alimonda nella cattedrale di San Lorenzo
- Ritratto in marmo di Raffaele Granara nel museo dell'Accademia Ligustica di belle arti
- Monumento ai caduti di Genova Voltri, dissennatamente fuso durante la 2ª guerra mondiale per ricavarne materiale da destinare ad armamenti, ne rimane il basamento con la sua firma sul quale è stata posata una scultura astratta di artista contemporaneo.

Opere in Ormea
- Monumento ai caduti
- Scultura in memoria di Giovanni Lavezzari (cimitero di Ormea)

È presente nelle collezioni della Galleria d'Arte Moderna di Genova

## Galleria d'immagini

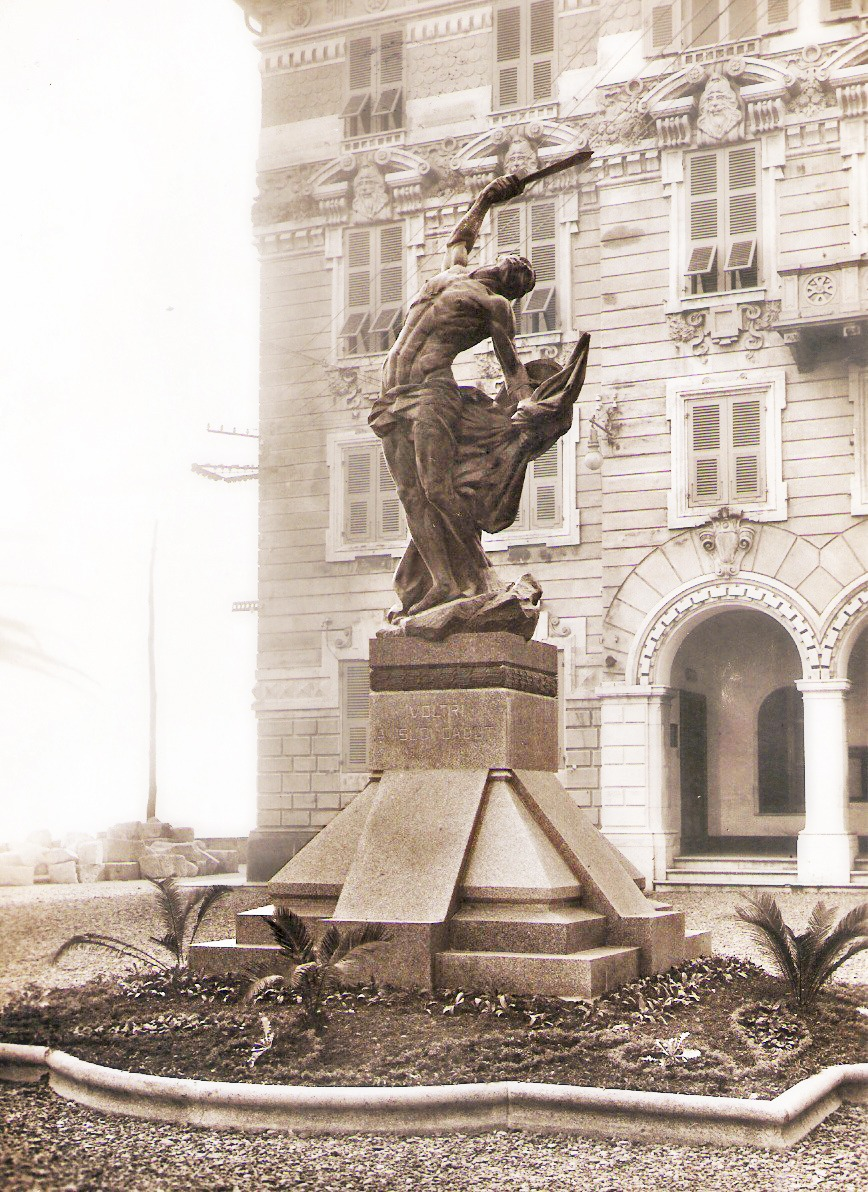
monumento originale ai caduti Genova Voltri 1925
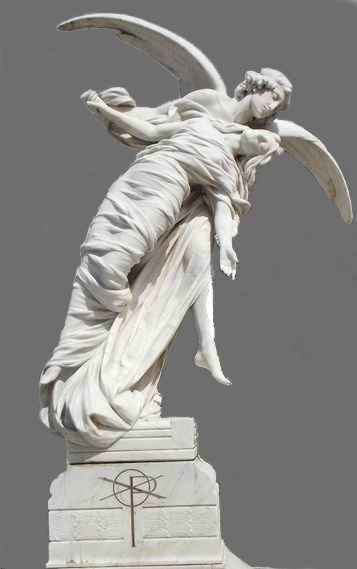
Belem Parà (Brasile) angelo dell'accompagnamento
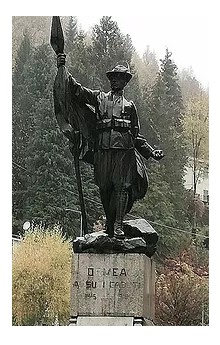
monumento ai caduti in Ormea(Cn) 1925
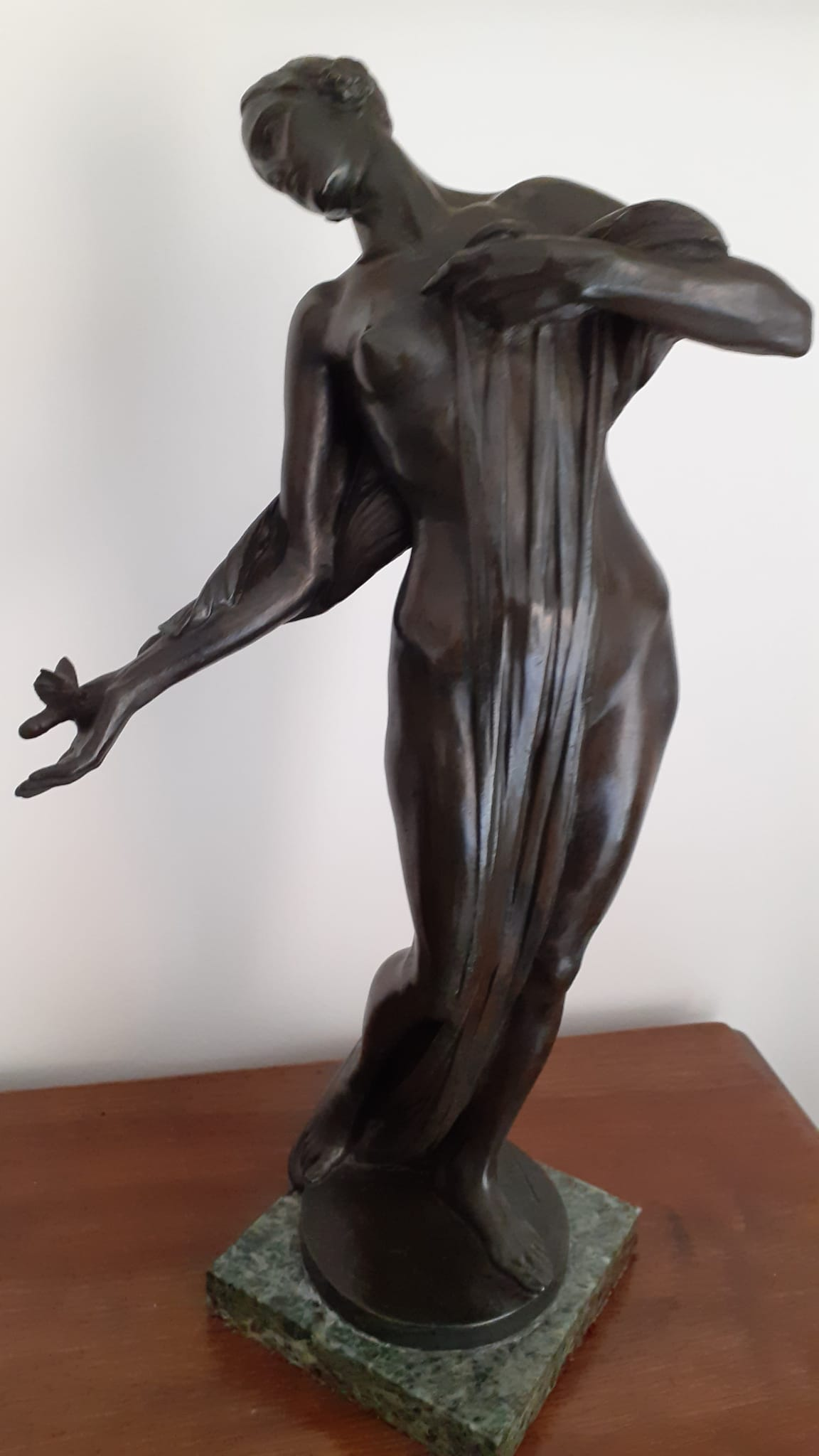
La farfalla bronzo
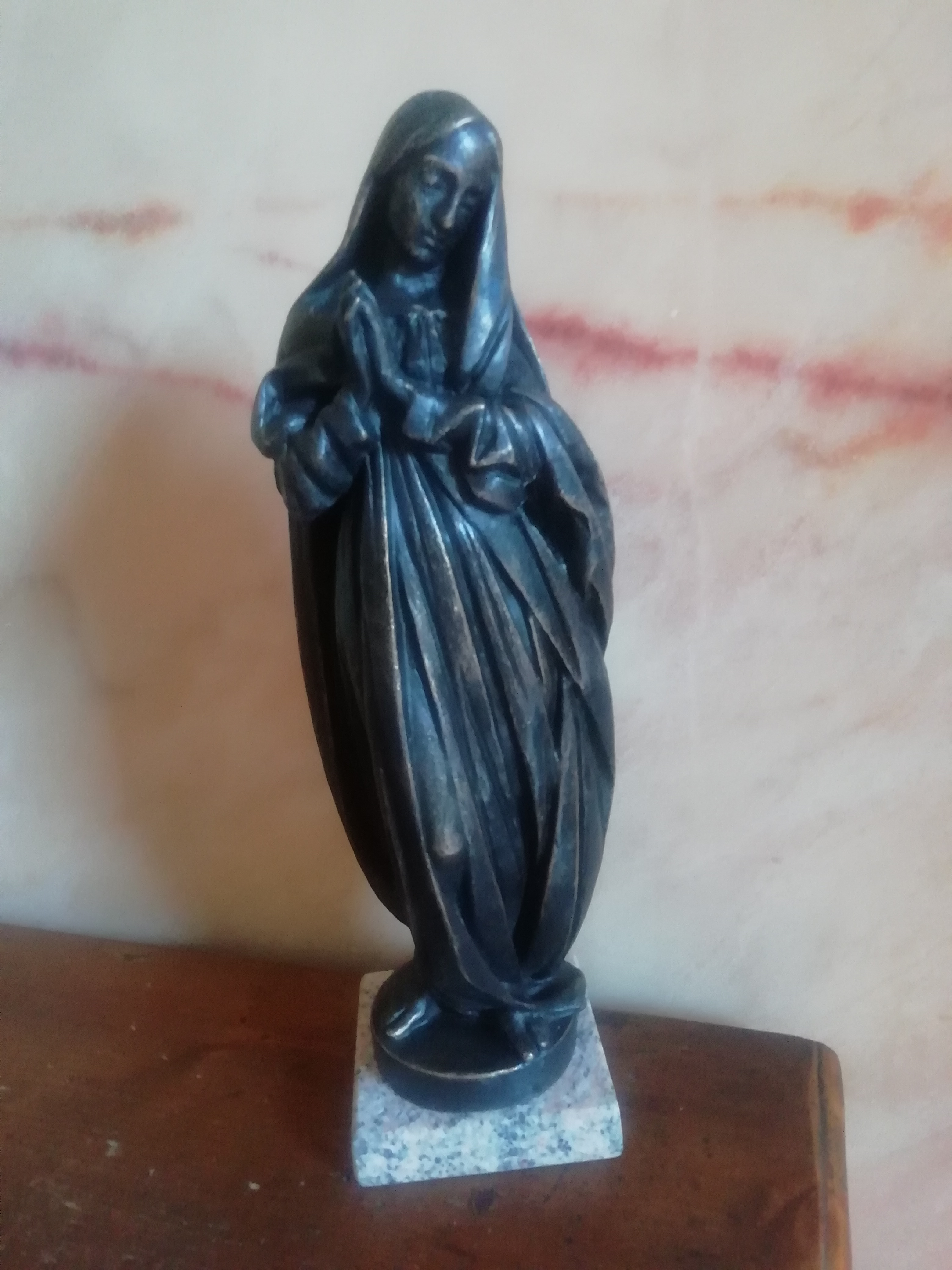
Madonna in preghiera bronzo
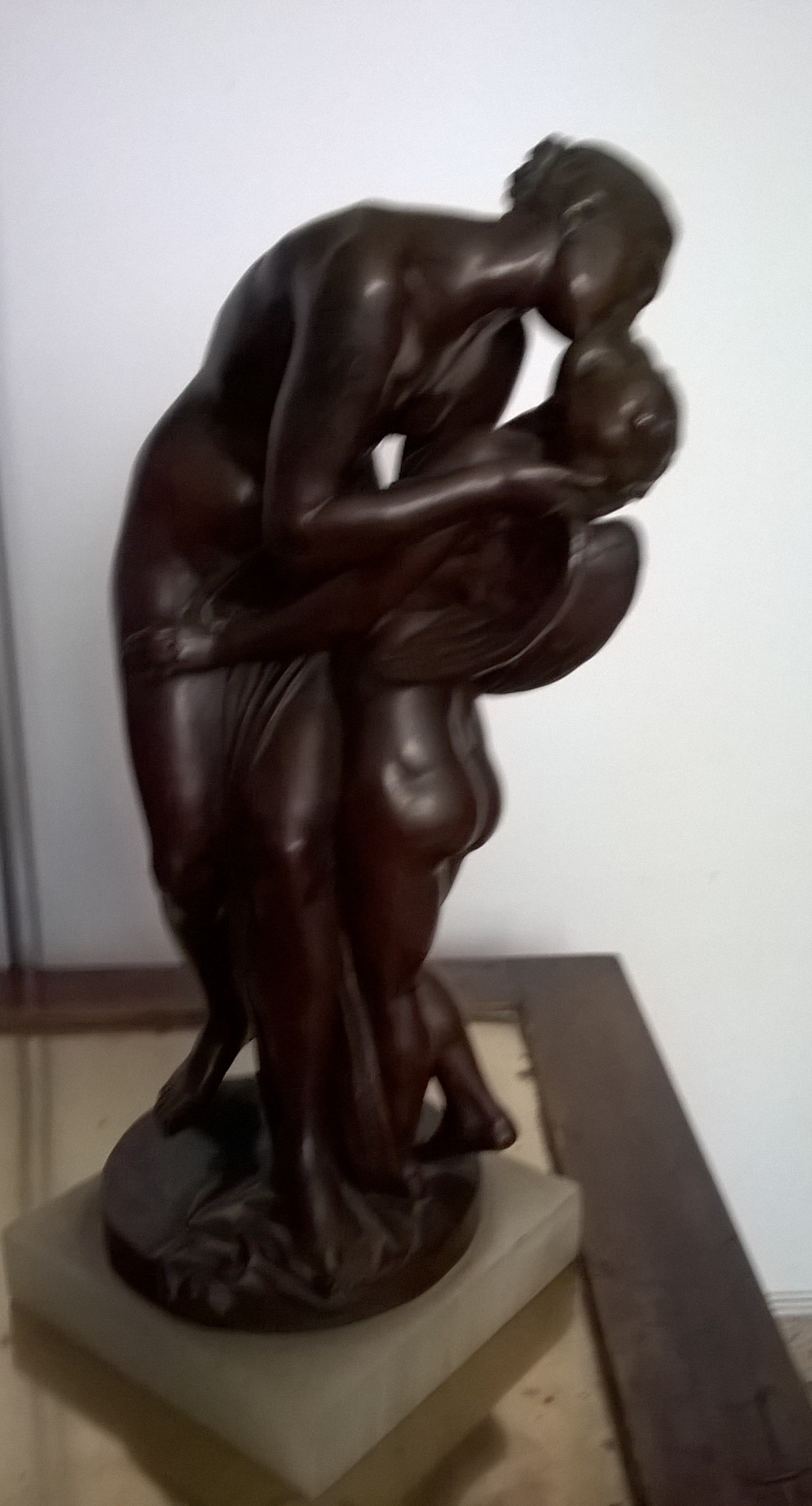
Amore e psiche 1933 bronzo
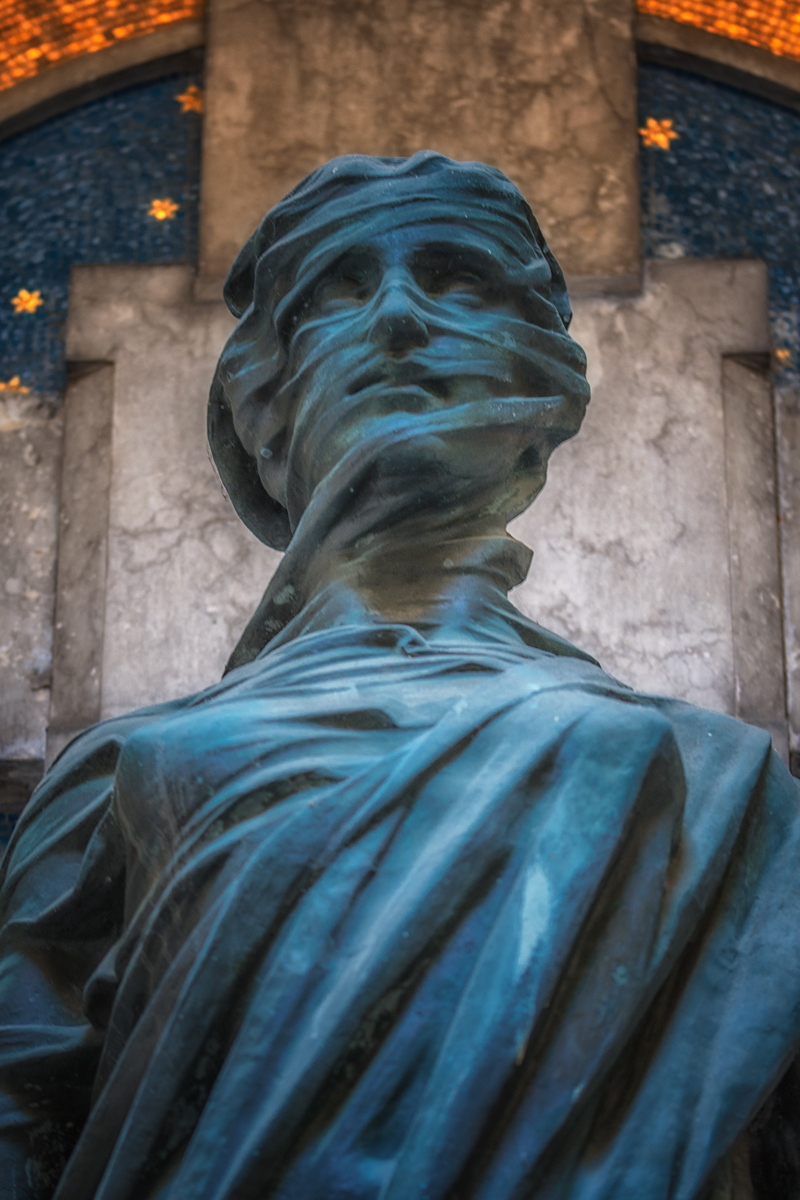
Tomba Fassio particolare
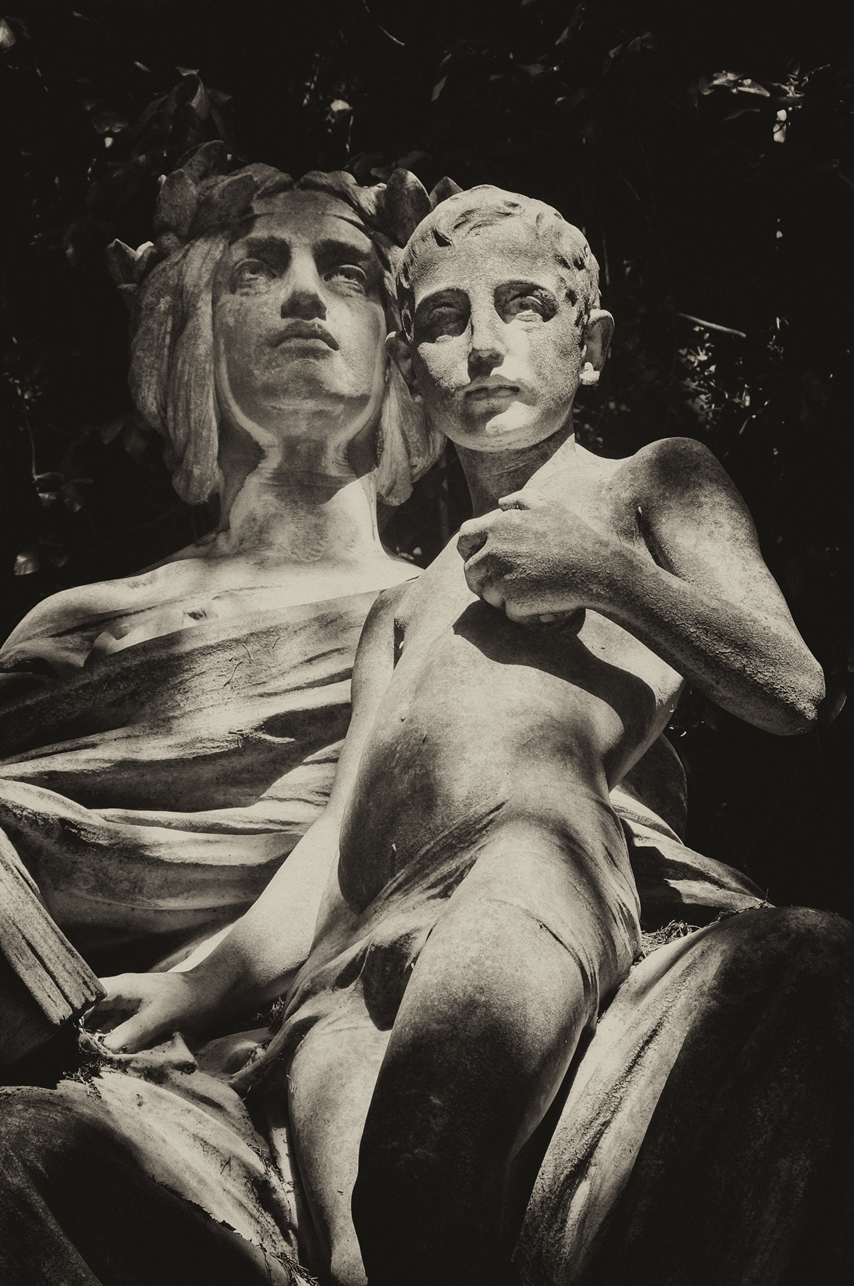
Tomba De Scalzi particolare
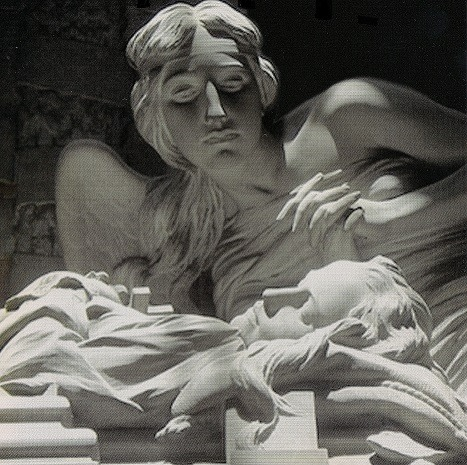
Tomba Canale particolare
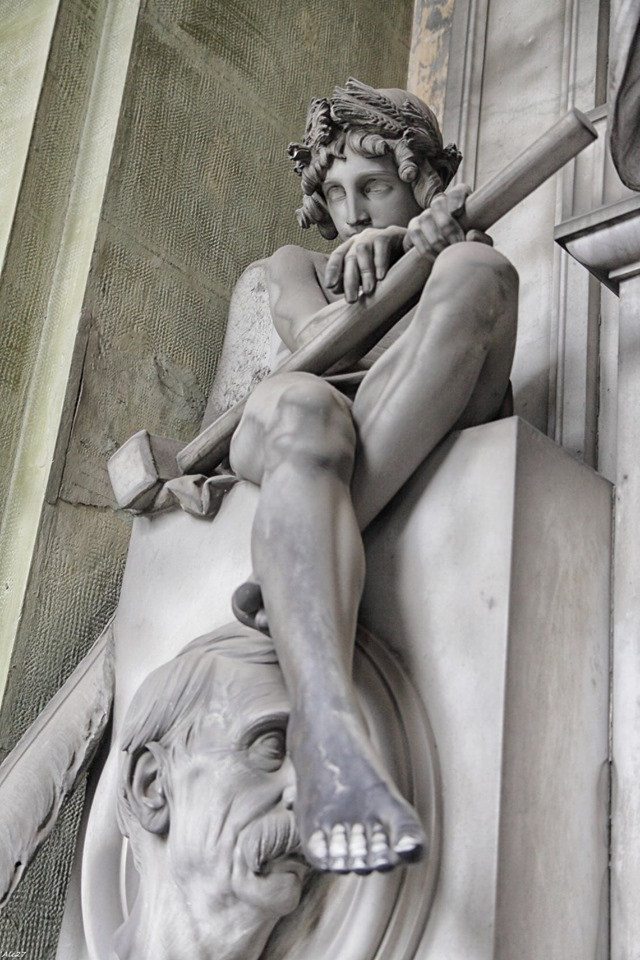
Tomba Coniugi Repetto particolare
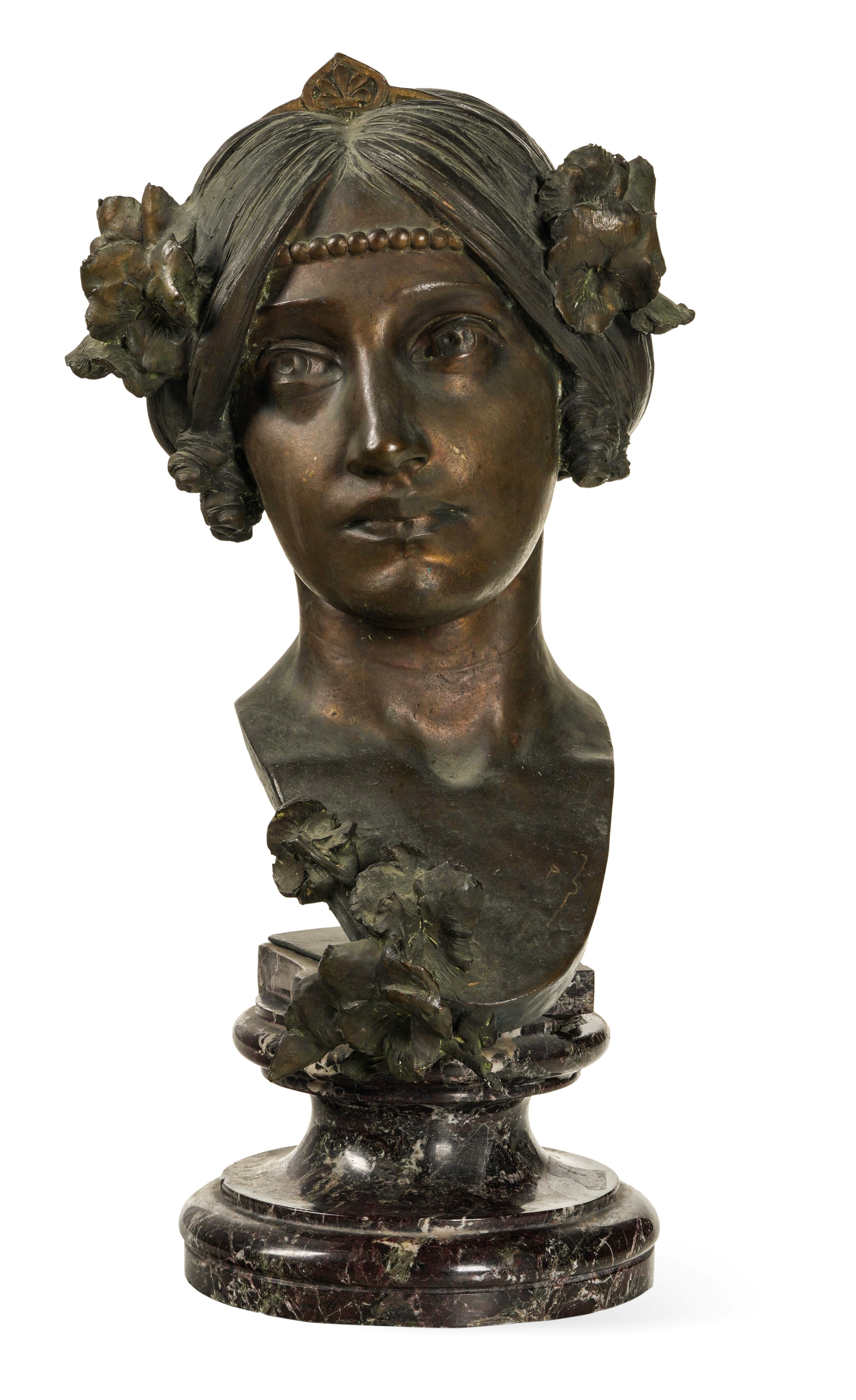
Allegoria della primavera